# Ordinanze di Saint-Cloud

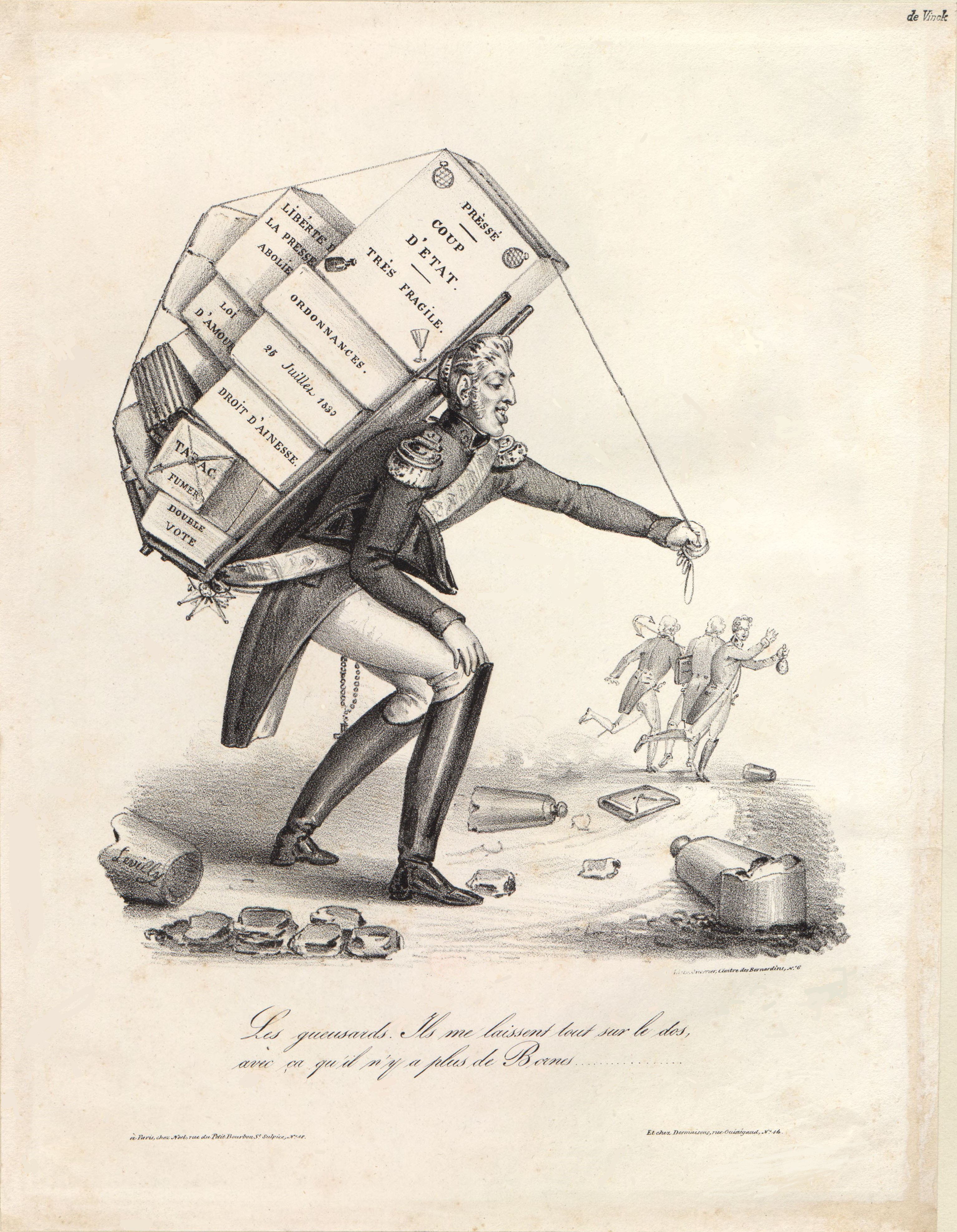
«Gli sguardi indiscreti. Mi lasciano tutto sulle spalle, con ciò che non c'è più Bornes», grida Carlo X, soccombendo sotto il peso pesante del gancio carico delle decisioni funeste prese nel luglio 1830 e prima, mentre i suoi ministri lo abbandonano in mezzo a una strada dove i ceppi di confine, che hanno fatto cadere superandoli, non offrono più sostegno.
Stampa satirica contro le ordinanze di Carlo X, litografia di Lévily, 1830.

Le Ordinanze di Saint-Cloud, o Ordinanze di Luglio, sono un insieme di decreti, emanati da Carlo X, il 25 luglio 1830 dal castello di Saint-Cloud, alla presenza dei ministri del Governo Polignac, che le sottoscrissero. Pubblicate all'indomani, 26 luglio esse scatenarono la reazione degli operai tipografici di Parigi e dei deputati liberali, maggioranza alla Camera dei deputati, dando inizio alla cosiddetta Rivoluzione di luglio.

## Antefatti

### Il ministero "liberale" di Martignac
Con le elezioni del 17 e 24 novembre 1827, i liberali divennero maggioranza alla Camera dei deputati. Nonostante che nulla lo obbligasse e malgrado le proprie convinzioni, Carlo X, si adeguò affidando, il 5 gennaio 1828, la guida del ministero al semi-liberale visconte di Martignac. Il suo ministero fece votare qualche legge liberale ma, non fu capace di arrestare la montata del liberalismo. Messo in minoranza su una legge di riorganizzazione degli enti locali, si dimise. Si era, tuttavia, trattato solo di una occasione come un'altra per rovesciare un governo che si appoggiava su una maggioranza raccogliticcia, in un parlamento ormai spaccato fra 'dottrinari' ed ultra-realisti (oltre ai pochi radicali).

### La costituzione del ministero Polignac
Carlo X si dichiarò «stanco degli abusi dei liberali» e decise di imporre le proprie scelte senza tener conto della maggioranza parlamentare: l'8 agosto 1829, nominò ministro degli esteri il principe di Polignac, suo confidente e leader del 'partito' ultra'. Polignac emerse rapidamente come la figura leader del ministero. Nel novembre 1829, divenne, finalmente, primo ministro.
Si inaugurarono, quindi, mesi di viva tensione parlamentare, che il governo cercò, invano, di attenuare, senza, però, offrire poco o nulla in cambio.

### L'oggetto del contendere
Niente permette di affermare che, come sostenuto dall'opposizione, Carlo X e Polignac abbiano voluto un ritorno all’Ancien Régime di prima del 1789: ad essere contrapposte nel 1829-30 erano due concezioni della monarchia costituzionale, ovvero due diverse interpretazioni della Carta del 1814.
- da una parte il Carlo X pretendeva di attenersi ad una lettura stretta della Carta: la corona possedeva l'esclusivo diritto di scegliere liberamente i propri ministri.
- dall'altra, i liberali, forti della maggioranza alla Camera bassa, sostenevano che «le scelte della corona debbono necessariamente ricadere su degli uomini che ispirano abbastanza fiducia per raccogliere attorno all'Amministrazione l'appoggio delle Camere». In questo essi non facevano che richiamare la consuetudine, instaurata da Luigi XVIII, di ‘accomodare’ la composizione dei ministeri alla maggioranza della Camera: una scelta assai saggia, ancorché in nessun modo imposta dalla vigente Carta.

### Il discorso della corona
Il 2 marzo 1830, alla apertura della sessione parlamentare, di fronte alle due Camere riunite, Carlo X aveva insistito sulla propria «risoluzione di mantenere la pace pubblica».
Il 16 marzo, la Camera reagì adottando una mozione, ricordata come Indirizzo dei 221, che insisteva sul necessario «concorso permanente dei desideri politici del vostro governo con i desideri del vostro popolo» quale «condizione indispensabile della regolare condotta degli affari politici»: una vera e propria mozione di sfida nei confronti del ministero Polignac.
Il 18 marzo essa venne presentata a Carlo X, alle Tuileries, da una delegazione di deputati. Carlo X rispose: «avevo diritto di contare sul concorso delle due camere» e rimandò la delegazione.

## La crisi politica

### La prima dissoluzione della Camera
La crisi era nei fatti e Carlo X stabilì di forzarla, pur rimanendo, formalmente, nei limiti del dettato della Carta.
Cominciò immediatamente all'indomani, 17 marzo, emettendo un'ordinanza che aggiornava la sessione dei lavori parlamentari al 1º settembre. Si trattava di una mossa conforme all'Art 50 della Carta, che non prevedeva limitazioni, bensì l'unica tutela di doverla riconvocare entro tre mesi: un tempo che Luigi XVIII aveva ritenuto, evidentemente, sufficiente ad appianare molti contrasti. Quel che mancava, in questo caso, era un possibile terreno di intesa fra due posizioni, quella dei liberali e degli ultra ed a prescindere dalla rispettiva fondatezza, decisamente estremiste. Ed infatti non si addivenne ad alcun compromesso.
A quel punto, Carlo X stabilì di seguire per intero il percorso segnato dall'Art. 50: il 16 maggio 1830 dissolse l'assemblea, contando sul giudizio del popolo per ricostituire una maggioranza a lui favorevole. Ma, nella sorpresa generale, i liberali vinsero le elezioni del 23 giugno e del 19 luglio. In soprannumero, i liberali si videro attribuire 274 seggi, ossia 53 più di quanti ne avessero prima della dissoluzione.

### L'ostinazione di Carlo X
Sin qui Carlo X aveva seguito il percorso ‘costituzionale’ indicato dal fratello e predecessore Luigi XVIII. Ma nulla era disposto nel caso in cui le elezioni non avessero sanato il contrasto per cui dare applicazione all'Art. 50. Ne seguiva, giurisprudenzialmente e logicamente, la necessità di dichiarare un vincitore, e chiudere il contrasto.
Ma questa non era l'opinione del sovrano, il quale era dominato da ben altri pensieri: lui stesso fratello minore di Luigi XVI, il re ghigliottinato, ricordava bene come quest'ultimo avesse perso il trono proprio a causa di un eccesso di accomodamento nei confronti di una maggioranza recalcitrante. Un esempio ben presente alla sua mente, tanto da fargli pronunciare le famose parole:
Al ministero riunito dichiarò:

### I successi di politica estera
Nella sua ostinata determinazione, la corte era sostenuta dai contemporanei successi di politica estera. Sin dagli ultimi mesi del governo Martignac, infatti, il Regno aveva inaugurato una aggressiva politica militare: prima in Grecia, con l'invio di un nutrito corpo di spedizione francese, che diede un decisivo contributo alla liberazione della Grecia.
Non contento, però, Polignac progettò una seconda spedizione militare, questa volta su Algeri: i due fronti erano, in qualche modo, collegati, in quanto le relazioni fra Parigi ed il locale bey (teorico suddito della cosiddetta Sublime Porta) erano gravemente peggiorate a seguito dell'intervento in Grecia. Tanto che le due spedizioni potevano essere considerate come parte del medesimo conflitto.
Il 9 luglio giunse a Parigi la notizia del grande successo militare della conquista di Algeri, liberata appena il 5 luglio: venne comandato il Te Deum in tutte le chiese di Francia, alla presenza dello stesso sovrano, in Notre-Dame l'11 luglio.
Il successo, unito alle rassicurazioni offerte dal prefetto di polizia che Parigi non si muoverà, confortarono il sovrano ed i suoi ministri a forzare l’impasse politica interna.
Due erano gli effetti negativi di tale esito: l'ostilità del governo di Londra (alle cui domande di chiarimenti Carlo X fece rispondere con arroganza), che vedeva di cattivo occhio ogni rafforzamento altrui nel Mediterraneo. Eppoi l'assenza dalla capitale del ministro della guerra, maresciallo Bourmont, a capo della spedizione. Ma, nelle circostanze date, non si attribuì ai due fattori la loro reale importanza.

### Un tentativo conciliativo degli orleanisti
Di fronte ad un simile rafforzamento della posizione della corte e del governo, la maggioranza liberale alla Camera dei deputati presero a proporre un atteggiamento maggiormente conciliativo: i deputati liberali più vicini al duca d’Orléans proposero di sostenere il ministero, insieme ad un inasprimento alla legge elettorale ed alle leggi sulla stampa. Chiedendo, in compenso, l'ingresso al governo di tre ministri liberali. Un'iniziativa resa più credibile dall'esito di una visita che il 21 luglio il marchese di Sémonville, gran referendario della Camera dei Pari, rese all'Orléans: il primo gli prospettò di prendere il posto del sovrano e questi la rifiutò. Un comportamento che, tenuto conto delle consolidate ambizioni del duca, venne spiegato con una implicita sanzione al comportamento dei ‘suoi’ deputati.
Si trattava di una proposta decisamente ragionevole e, ciò che più importa, coerente con la prassi consolidata del Regno: i capi del ‘partito’ ultra Villèle e Corbière, ad esempio, erano entrati nel, il 21 dicembre 1820 erano entrati nel più moderato secondo governo Richelieu, consentendo a quest'ultimo di rafforzare la propria base parlamentare e preparando la strada al successivo ministero Villèle, entrato in carica il 14 dicembre 1821.
Polignac, in ogni caso, non raccolse: dimostrando, qui massimamente, le proprie intenzioni ‘fondamentaliste’ che infine portarono alla ultima caduta della casa di Borbone.

### L'opposizione liberale
Nemmeno fra i deputati a sinistra di quelli vicini all'Orléans, tuttavia, si prendeva in considerazione il ricorso alla piazza: i deputati liberali, in gran parte espressione dell'aristocrazia e della grande borghesia, tenevano ai privilegi offerti loro dalla vigente legge elettorale censitaria e non erano affatto ‘democratici’. Essi temevano un'insurrezione popolare quanto e forse più della corte, non avendo i mezzi per gestirla. A cosa corrispondessero le intenzioni dei più esagitati di loro, si vide il 10 luglio, allorché una quarantina di deputati e di pari di Francia, riuniti presso il duca de Broglie, promisero di rifiutare il voto sul bilancio. Ovvero la massima minaccia concepita da uno dei teorici ‘estremi’ del liberalismo, il Constant.
Ed è su questa base che è possibile valutare decisamente estremista la posizione del Polignac, nonché decisamente improprie le preoccupazioni di Carlo X riguardo ai paragoni con Luigi XVI e la carretta della ghigliottina: la lezione della Grande Rivoluzione condizionava ancora non solo gli ultra, bensì anche i liberali. I desideri dei quali erano decisamente lontani dal ritorno al Terrore od alla dittatura militare del Bonaparte.

## La Ordinanze

### Il ricorso all'Art. 14 della Carta
Proprio a partire dal 10 luglio, il sovrano ed i suoi ministri presero a predisporre, nel più grande segreto, la prossima mossa. Essi stabilirono (malgrado le riserve del guardasigilli Guernon-Ranville) di potersi servire di un ultimo appiglio 'costituzionale': l'Art. 14 della Carta, che recitava:
Dunque, l'intero potere esecutivo apparteneva al monarca, il quale, parimenti, conservava il potere di iniziativa legislativa. Dopodiché (artt. 17-18) tutte le leggi debbono essere discusse e votate liberamente dalla maggioranza di ciascuna delle due camere. Ma con una essenziale riserva, contenuta nell'ultimo comma del precedente art. 14:
Si trattava di una riserva particolarmente estesa (in pratica un diritto di supplenza legislativa) in quanto non condizionata ad alcuna successiva sanzione parlamentare e limitata unicamente alla condizione che essa intervenga per la sicurezza dello Stato. Ma non si lasciava ad intendere se per andasse inteso come quando sia in pericolo o nell'interesse. Né a chi spettasse giudicare in merito, benché, stante il generale tono della Carta, vi fossero pochi dubbi sulla totale autonomia, in merito, del sovrano.
Vale la pena di ricordare come proprio tale questione fu, nel novembre-dicembre 1830, alla base del processo ai ministri di Carlo X, che portò alla condanna dell'intero ministero: la Camera dei pari li giudicò colpevoli di aver abusato dello strumento dell'ordinanza ex-art. 14. In quella occasione si giudicò propria l'interpretazione del 'quando sia in pericolo'.

### La sei Ordinanze

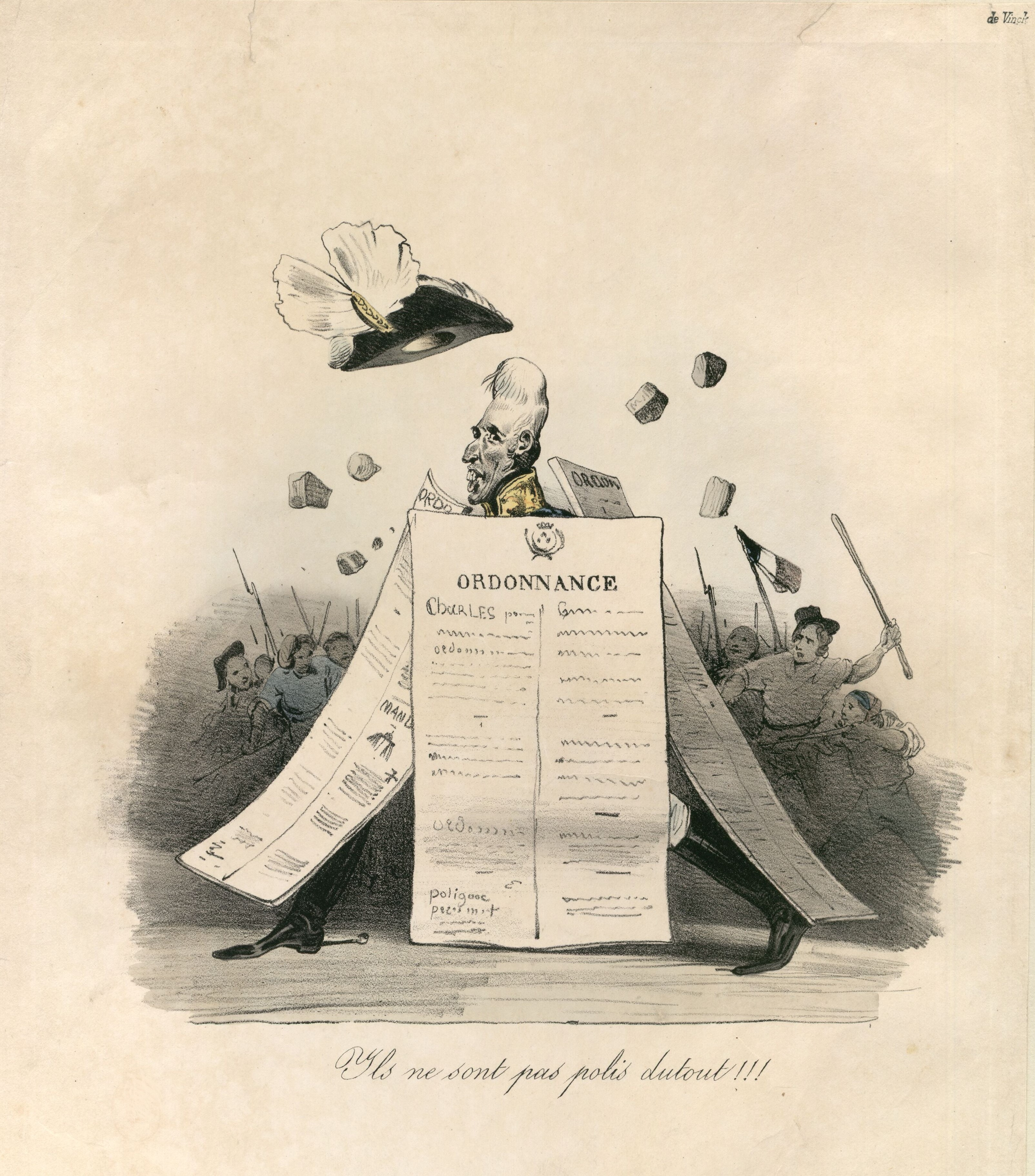
«Non sono affatto educati!!!» esclamò Carlo X, che, portando le sue "Ordinanze" come insegne su un cartellone pubblicitario, fu accolto a sassate.
Stampa satirica contro le ordinanze del re, litografia, 1830

La discussione era apparsa, sino a quel momento, di lana caprina, in quanto mai Luigi XVIII o Carlo X vi avevano fatto ricorso. La prima occasione venne, appunto, quel 25 luglio 1830, quando Carlo X riunì il Ministero Polignac nella propria residenza estiva al castello di Saint-Cloud, nell'immediata periferia occidentale di Parigi. E qui registrò la loro firma a sei ordinanze, dette, appunto, Ordinanze di Saint-Cloud.
1. Autorizzazione preventiva necessaria per tutte le pubblicazioni: in pratica la soppressione della libertà di stampa.
2. Ennesima dissoluzione della Camera dei deputati: per la seconda volta in 70 giorni. E senza che la nuova assemblea, appena eletta, si fosse riunita una sola volta.
3. Modificazione della legge elettorale: essa era, da sempre censitaria, ovvero limitante il diritto di voto attivo e passivo a determinate soglie patrimoniali. La novità stava nella ammissione, ai fini di tale soglie, dei soli redditi fondiari (con esclusioni di quelli derivanti dai commerci, dalla finanza e, in generale, dalle professioni liberali[6]). Per soprannumero, l'ammissione non sarebbe stata automatica, ma, anzi, i prefetti avrebbero stilato una lista degli elettori solo cinque giorni prima delle elezioni, rendendo impossibile ogni ricorso. Veniva reintrodotto, infine, un sistema di elezione a due livelli, simile a quello della Legge del doppio voto del 1820.
4. Data delle nuove elezioni: 6 e 13 settembre.
5. La quinta e la sesta nominavano a consiglieri di Stato dei noti esponenti di parte ultra.

### Il merito dei provvedimenti nella tradizione ‘costituzionale’ del Regno
Nel merito, nessuno di tali provvedimenti investiva un capitolo di decisione eccezionale:
- per quanto attiene alla libertà di stampa, già l'art. 8 della Carta stabiliva come: i Francesi hanno il diritto di pubblicare e di fare stampare le loro opinioni, conformandosi alle leggi che debbono reprimere gli abusi di tali libertà. In assenza di qualsiasi definizione di tali ‘abusi’ si determinò un susseguirsi di provvedimenti, via via liberali o restrittivi, cangianti al mutare dei governi.
- per quanto attiene alla legge elettorale, già gli artt. 31-36 & 41 della Carta stabilivano come l'organizzazione [dei collegi elettorali] sarà stabilita dalla legge: ciò che lasciava un varco enorme all'intervento del ministero. E numerose modifiche si erano susseguite, sin dal febbraio 1817, per permettere un migliore controllo dei collegi, da parte dei prefetti e delle autorità locali.
- per quanto attiene al carattere censitario della legge elettorale, esso non era una invenzione monarchica, ma, anzi, risaliva alla Costituzione dell’anno III, votata nell'agosto 1795 dalla Convenzione Nazionale termidoriana, nel corso della Grande Rivoluzione.
- per quanto attiene allo scioglimento della assemblea, già l'art. 50 della Carta stabiliva che Il Re … può dissolvere [la Camera] dei deputati … ma, in tal caso, deve convocarne una nuova entro il termine di tre mesi. Ciò che, in effetti, era accaduto quando Luigi XVIII ed il primo governo Richelieu, tiepido nei confronti della neoeletta ‘Chambre introuvable’, la dissolse. E lo stesso Carlo X aveva appena disciolto la precedente Camera, senza che alcuno chiamasse alla incostituzionalità dell'atto.

Tutti i precedenti interventi, tuttavia, avevano goduto di sanzione parlamentare (salvo, ovviamente, lo scioglimento della Camera). Ciò che era decisamente nuovo, nelle ordinanze, era che, per la prima volta, il sovrano prescindeva da detta sanzione, richiamando un articolo, l'Art. 14 appunto, sin lì mai applicato. Per giunta, per la prima volta dalla antica ‘Chambre introuvable’, il sovrano agiva contro gli interessi della maggioranza eletta. E pure lì v'era una differenza di non poco conto, in quanto quella antica dissoluzione era stata fatta in danno di una maggioranza ultra, quindi, per sua natura, aliena da tentazioni ribelli nei confronti della corona.

### La grave lesione degli interessi della maggioranza liberale
I provvedimenti, quindi, non erano tanto lesivi della lettera della Carta, quanto della prassi, saggiamente instaurata da Luigi XVIII e, sino al 1829, saggiamente seguita dal fratello e successore.
Per giunta, le Ordinanze risultavano gravemente lesive degli interessi di due solide componenti della società francese: anzitutto la maggioranza della Camera, che si vedeva certamente preclusa da una successiva vittoria elettorale. Poscia la stampa di opposizione, che si sapeva destinata a subita chiusura. Non stupisce, quindi, che siano stati proprio gli operai tipografici a reagire per primi, avviando quella sollevazione che si trasformò, causa negligente preparazione delle orze preposte all'ordine pubblico, nella grande Rivoluzione di luglio.

## Conseguenze: la rivoluzione di luglio
Le sei ordinanze furono sottoscritte domenica 25 luglio. Quel giorno, alle 11 di sera, il guardasigilli Chantelauze fece consegnare il testo al redattore capo de Le Moniteur, il foglio ufficiale, comandandone la stampa quella notte, in vista della pubblicazione per l'indomani, lunedì 26 luglio 1830.
La repressione cominciò menomata dal ritardo con cui il prefetto di polizia e le autorità militari vennero informati della pubblicazione: solo a cose fatte il ministero assunse le necessarie, severe, misure di resistenza. Scoppiata la rivolta, Polignac si distinse respingendo i tentativi di conciliazione (i quali, comunque, avrebbero comportato un sostanziale accoglimento dell'Indirizzo dei 221 e delle tesi liberali), ma dovette, infine, cedere. E Carlo X partì per l'esilio.